# Oph 162225-240515
Oph 162225-240515 (abreviado para Oph 1622-2405 ou Oph 1622) é um sistema binário de anãs marrons na constelação de Scorpius. O sistema provavelmente é um membro do subgrupo Scorpius Superior da associação Scorpius-Centaurus, a associação OB mais próxima do Sol, que tem uma idade estimada de 11 milhões de anos e está a uma distância média de 470 anos-luz (145 parsecs) da Terra. O terceiro lançamento do catálogo Gaia indica que o sistema está a uma distância de aproximadamente 430 anos-luz (132 parsecs).
O sistema foi primeiramente descoberto como um par binário jovem de anãs marrons em 2005 em uma busca por fontes de radiação infravermelha em regiões de formação estelar próximas.:71-72 Este sistema está próximo da região da nuvem de Ophiuchus, com uma idade de apenas 1 milhão de anos, e foi o 11º sistema encontrado na pesquisa, recebendo a identificação Oph 11. Observações pelo Telescópio Espacial Spitzer no infravermelho médio (3,6 a 24 μm) mostraram que o componente secundário domina o fluxo do sistema nessa região do espectro, indicando excesso de emissão infravermelha causado por um disco de poeira ao redor do objeto, o que é consistente com um tempo de sobrevivência de disco maior para objetos menos massivos.:70 Assumindo a idade do complexo de Ophiuchus ao sistema produziu estimativas de massa de 12 e 9 MJ (massas de Júpiter) para o primário e secundário.:91 mas a posição dos objetos no diagrama HR sugere idades, e consequentemente massas, significativamente maiores.:91
Em agosto de 2006, o Observatório Europeu do Sul anunciou a descoberta independente do sistema Oph 1622-2405, a partir de observações pelo New Technology Telescope, no Observatório de La Silla. A partir de tipos espectrais de M9.5 e M.9 e uma idade de 1 milhão de anos, massas de 14 e 7 MJ foram estimadas para os componentes primário e secundário, respectivamente, tornando-os objetos de massa planetária ("planemos"). A descoberta foi anunciada como a primeira de um sistema binário de objetos de massa tão baixa. No entanto, observações posteriores encontraram massas maiores, e o sistema mais provavelmente é formado por anãs marrons e não planemos. Um estudo de 2007 mediu tipos espectrais mais quentes de M7.25 e M8.75, e encontrou massas de 58 e 20 MJ para as anãs marrons. Modelos evolucionários deram idades de 10 a 30 milhões de anos para a primária e 1 a 20 milhões de anos para a secundária, que, junto com a análise dos seus espectro e localização do sistema no céu, sugerem que o par pertence ao subgrupo Scorpius Superior da associação Scorpius-Centaurus, que teve em 2012 sua idade revista para 11 milhões de anos.
A separação angular entre as duas anãs marrons é de 1,94 segundos de arco, o que corresponde a uma separação física mínima de cerca de 240 UA. Essa separação é mantida aproximadamente constante desde 1993, indicando que o par possui o mesmo movimento próprio e forma um real sistema binário. Não há evidências de movimento orbital entre os objetos, o que é esperado considerando o período orbital estimado de aproximadamente 20 mil anos do par. A separação entre os objetos significa que a energia de ligação entre eles é pequena, e espera-se que o sistema seja eventualmente rompido por um encontro aleatório com uma estrela passante.
| Idade (106 anos) | Idade (106 anos) | Tipo espectral | Tipo espectral | Temperatura efetiva (K) | Temperatura efetiva (K) | Massa (MJ) | Massa (MJ) | Ref.   |
| Idade (106 anos) | Idade (106 anos) | P              | S              | P                       | S                       | P          | S          | Ref.   |
| ---------------- | ---------------- | -------------- | -------------- | ----------------------- | ----------------------- | ---------- | ---------- | ------ |
| 40               | 40               | M7.5           | M8             | 2800                    | 2710                    | 60         | 50         | :91    |
| 1                | 1                |                |                | 2321                    | 2207                    | 12         | 9          | :91    |
| ~1               | ~1               | M9             | M9.5-L0        | 2400 ± 100              | 2100 ± 100              | ~14        | ~7         | [ 9 ]  |
| 1–10             | 1–10             |                |                | 2350 ± 150              | 2100 ± 100              | 13+8 −4    | 10+5 −4    | [ 11 ] |
| 10-20            | 10-20            | M7             | M8             | 2880                    | 2710                    | 55-65      | 30-35      | [ 8 ]  |
| 1-30             | 1-30             | M7.25 ± 0.25   | M8.75 ± 0.25   | 2838                    | 2478                    | 58 ± 10    | 20+10 −5   | [ 2 ]  |
| 5 ± 2            | 5 ± 2            | M9 ± 0.5       | M9.5 ± 0.5     | 2375 ± 175              | 2175 ± 175              | 17+4 −5    | 14+6 −5    | [ 5 ]  |
| 11 ± 2           | 11 ± 2           |                |                |                         |                         | 53+9 −7    | 21 ± 3     | [ 4 ]  |